# Argiope halmaherensis
Argiope halmaherensis är en spindelart som beskrevs av Embrik Strand 1907. Argiope halmaherensis ingår i släktet Argiope och familjen hjulspindlar. Inga underarter finns listade i Catalogue of Life.